# Foro cultural coyoacanense
El Foro Cultural Coyoacanense Hugo Argüelles, localizado en la calle, en la Colonia Del Carmen de la delegación Coyoacán en la Ciudad de México, es un espacio de recreación cultural que se especializa en obras de teatro profesional, arte independiente, experimental, talleres y exposiciones. Inaugurado el 13 de octubre de 1977 y nombrado en honor al escritor y dramaturgo mexicano Hugo Argüelles. El Foro Cultural Coyoacanense se ha convertido en una atracción turística dentro de su delegación y en un espacio abierto para la expresión artística. 

## Historia
El Foro Cultural Coyoacanense “Hugo Argüelles” fue construido en 1977 por el Gobierno de la República como un proyecto de apoyo a la cultura en la Ciudad de México. Se inauguró el 13 de octubre del mismo año. El Foro Coyoacanense forma parte del Antiguo Palacio del Ayuntamiento de Coyoacán, el cual es popularmente conocido como Palacio o Casa de Cortés, edificado en 1755 por órdenes de la familia Pignatelli, duques de Terranova y Morteleone y que actualmente funge como sede de la Delegación Coyoacán.
Fue bautizada en agosto de 1995 con el nombre de Hugo Argüelles, dramaturgo veracruzano, el día del estreno de su obra “La tarántula Art Nouveau de la calle del oro”. En diciembre de 2003, tras la muerte de Hugo Argüelles, alumnos del dramaturgo realizaron un homenaje póstumo en el Foro Cultural Coyoacanense.
Otro homenaje que se realizó en el Foro Coyoacanense fue el del compositor mexicano José de Molina. Dicho homenaje fue conducido por Froylán Rascón y tuvo la participación de destacados artistas tales como Ana de Alba, Francisco Barrios, Víctor Guerra, Cruz Mejía, Grupo Imagen Son, Los Prófugos del Manicomio, Tania de Molina, el locutor José Luis Guzmán,  Alejandro Zaragozi y León Chávez Teixeiro.
En el interior del Foro se encuentran dos murales alusivos a la historia mexicana dignos de admirarse: La conquista y el tormento de Cuauhtémoc de Diego Rosales y El Primer Encuentro de Aurora Reyes. También en el interior se encuentra un busto de Hugo Argüelles en bronce, obra creada por Valerio Ponzanelli en 2003.
En los jardines de la Delegación Coyoacán situados en la parte posterior del Foro Coyoacanense, se encuentran dos esculturas: la primera de 'Ludwig Van Beethoven’ colocada el 26 de marzo de 1982, día de la celebración de su 155° aniversario luctuoso, realizada por el escultor mexicano GABRIEL PONZANELLI, quien también esculpió los COYOTES de la plaza central de Coyoacán; la segunda es la ‘Fuente de la ola’, escultura de bronce vaciado que representa a una mujer en líneas armónicas y que semeja el nacimiento de una ola, esta se encuentra colocada en medio de una fuente y fue creada y donada por su mismo escultor Fidias Elizondo.
El Foro fue remodelado durante la jefatura de María Rojo, Jefa Delegacional de Coyoacán del 2000 al 2003, y bajo la asesoría de Guillermo Barclay y Manuel Montoro.

## Actividades
El tipo de actividades que se realizan y se presentan en el Foro Cultural Coyoacanense “Hugo Argüelles” obedecen a programas culturales gubernamentales y abarcan la danza, el teatro, la música y el cine. Otra de las actividades que suelen realizarse anualmente en el Foro Cultural Coyoacanense son las pastorelas en la época de las festividades navideñas y obras alusivas a la época en temporada de Día de Muertos.
Ha contado con la participación de artistas mexicanos e internacionales tales como Iraida Noriega, Carlos Sustaita, Israel Cupich, Jorge Servín
, Eric del Castillo, Jorge Lavat, Pedro Kóminik
, Eva Portillo, Felipe Lozano, David Palazuelos, Alejandro Castañeda, Luis Ortíz, Julien Le Gargasson, Pilar Valdez, Enrique Saavedra, Erándeni Yáñez, Carlos Rodríguez Rodríguez
, León Chávez Teixeiro, entre otros.

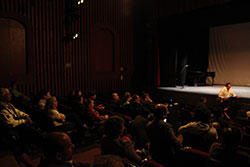
Interior del Foro Cultural Coyoacanense

El Foro Cultural Coyoacanense ha introducido a su cartelera obras de teatro profesional, algunas de las que se han presentado en este recinto son: “Don Juan Tenorio”, “Frida Kahlo Viva la Vida”, “Te amo eres perfecto ahora cambia”, “LOS HARTISTAS”, “Corridos Revolucionarios”, “Bandera negra”, “Gorda, ¿Yo?”, “Una mujer sola”, “¡Que no nos cache tu madre”, “Caperucita Roja Súper Cuento Musical”, “Son la fábula”, “La bruja mala ortografía”, “Una inesperada despedida de soltera”, “Emigrados”, “Los 50’s por un Quinto”, “...Sopa de Cebolla?”, “¿Quién eres Soledad?”, entre otras. 
Actualmente el director del Foro Cultural Coyoacanense es el actor mexicano Gerardo Aboytes. El cupo es de 216 lugares y los horarios de atención son de lunes a viernes de 10:00 a 13:00 y de 17:00 a 21:00 (Horario del Centro de México), sin embargo el Foro se encuentra abierto prácticamente todo el año y hay actividades también los sábados y domingos.

## Orquesta sinfónica de Coyoacán
El Foro Cultural Coyoacanense “Hugo Argüelles” se ha distinguido por otorgarle, a la Orquesta sinfónica de Coyoacán, un espacio permanente para las presentaciones que ésta realiza durante todo el año. Realizó su concierto inaugural el 10 de agosto de 1984  bajo la dirección del maestro y fundador Miguel Bernal Matus. La Orquesta sinfónica de Coyoacán ofrece anualmente conciertos de temporada; primavera, verano, otoño e invierno, además de presentarse con motivo de las festividades decembrinas, Día de las Madres, Día de la Independencia de México, entre otros. Está integrada por 52 músicos.
Las oficinas de la Orquesta sinfónica de Coyoacán se encuentran a un costado del Foro Coyoacanense, junto con las oficinas de Comunicación Social de la Delegación de Coyoacán.